# Фредді Роуч
Фредерік Стівен «Фредді» Роуч (5 березня 1960) — американський боксер-професіонал, один з найкращих тренерів у історії світового боксу, підготував 27 чемпіона світу з боксу.
Фредді Роуч висловив підтримку Україні. На чемпіонський поєдинок Віктора Постола з аргентинцем Лукасом Матіссе Фредді Роуч вийшов у футболці з написом: «Pray for Ukraine» (Моліться за Україну).
Сім разів ставав переможцем у номінації «Тренер року» за версією Американської асоціації журналістів, які пишуть про бокс (BWAA): 2003, 2006, 2008, 2009, 2010, 2013, 2014.
У 2012 році включений в Міжнародний зал боксерської слави, який розташований в Канастоті, Нью-Йорк.

## Життєпис
Фредерік Роуч народився 5 березня 1960 року в Дедгеме, штат Массачусетс. Мати — Барбара Роуч, була першою у штаті Массачусетс жінкою-суддею з боксу. Батько — Пол Роуч, колишній боксер, виграв чемпіонат Нової Англії 1947 року в напівлегкій вазі. У сім'ї було семеро дітей — п'ятеро хлопців та дві дівчинки. Двоє братів: Пеппер та Джо (пом. 28 серпня 2009), пробували свої сили на професійному рингу, але серйозних успіхів не досягли.

## Боксерська кар'єра
Тренуватися зі своїм батьком Фредді почав у 6 років. Як боксер-любитель він провів 150 боїв. Професійним боксером Фредді Роуч став у віці 18 років.
Тренером Фредді був легендарний Едді Фатч. Перший бій на професійному ринзі провів 24 серпня 1978 року, перемігши за очками Роберто Васкеса.
17 січня 1981 року завоював вакантний титул чемпіона Нової Англії у напівлегкій вазі, перемігши за очками у 10-раундовому бою Джо Філліпса.
5 березня 1985 року Роуч зустрівся з екс-чемпіоном світу в двох вагових категоріях Боббі Чакон. Поєдинок тривав усі відведені 10 раундів. Чакон переміг за очками: 96/94, 97/93, 95/95.
У Лас-Вегасі 22 серпня 1985 року зустрівся з майбутнім чемпіоном світу в двох вагових категоріях Ґреґом Ґогеном. Ґогеном здобув перемогу технічним нокаутом у 7-му раунді.
18 грудня 1985 року Роуч зустрівся з майбутньою легендою Гектором Камачо. Поєдинок тривав усі відведені 10 раундів. Камачо здобув перемогу з розгромним рахунком: 99/89 і 99/90 (двічі).
Останній бій на рингу Фредді провів 24 жовтня 1986 року програвши за очками Девіду Рівеллі.

## Тренерська кар'єра
Після завершення боксерської кар'єри працював телевізійним маркетологом, офіціантом в ресторані. Працював протягом п'яти років помічником Едді Фатч .
На даний момент у Роуча є власний зал — «Wild Card Boxing Club» в Лос-Анджелесі, де він працює разом зі своїм братом Пеппером.
За свою кар'єру Роуч встиг попрацювати з багатьма видатними спортсменами. Найбільших успіхів він досяг з філіппінським боксером Менні Пак'яо .

### Найбільш відомі боксери, з якими працював Роуч
- Амір Хан[16]
- Бернард Гопкінс
- Бернабе Консепсьйон
- Брайан Вілорія
- Ванеса Мартиросян
- Віктор Постол[17]
- Вірджіл Гілл
- Володимир Кличко
- В'ячеслав Сенченко
- Гільєрмо Рігондо
- Денис Лєбєдєв
- Джеймс Тоні
- Джеррі Пеналоса
- Джонні Бредаль
- Джонні Тапіа
- Даніель Джейкобс
- Жан Паскаль
- Іван Кирпа
- Ісраель Васкес
- Майк Тайсон
- Майкл Мурер
- Марлон Старлінґ
- Мігель Котто
- Міккі Рурк
- Менні Пак'яо[18]
- О'Ніл Белл
- Оскар Де Ла Хойя
- Пітер Квіллін
- Пітер Манфредо
- Раймундо Бельтран
- Рей Баутіста
- Роман Кармазін
- Руслан Проводніков
- Стів Коллінз
- Вейн Маккалох
- Хорхе Лінарес
- Хосе Бенавідес
- Хуан Лазкано

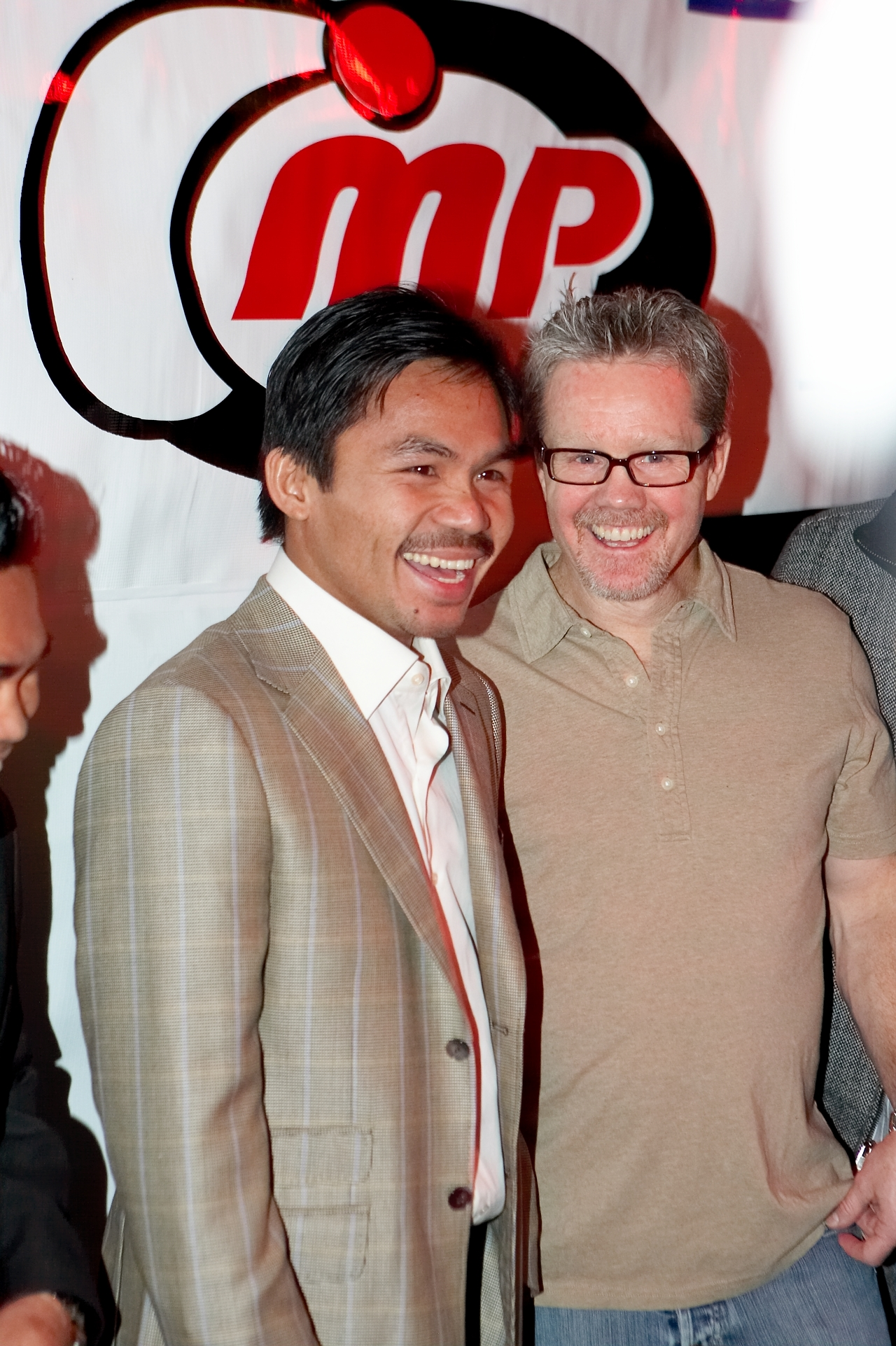
Фредді Роуч з Менні Пак'яо. 26 грудня 2008.

- Хуліо Сезар Чавес-молодший
- Цзоу Шимін
- Латіф Кайоде

## Хвороба Паркінсона
Фредді Роуч страждає від хвороби Паркінсона. Такий діагноз Роучу поставили у 1990 році, через три роки після того, як він завершив спортивну кар'єру. Ліки і терапія допомагають приборкати прояв хвороби, але вона поступово бере своє: тремтячі руки, труднощі з мовою та ходьбою.